# ハレクラニ
ハレクラニ（Halekulani）は、アメリカ合衆国・ハワイ・ホノルルのワイキキ・ビーチにある高級ホテルである。

## 概要

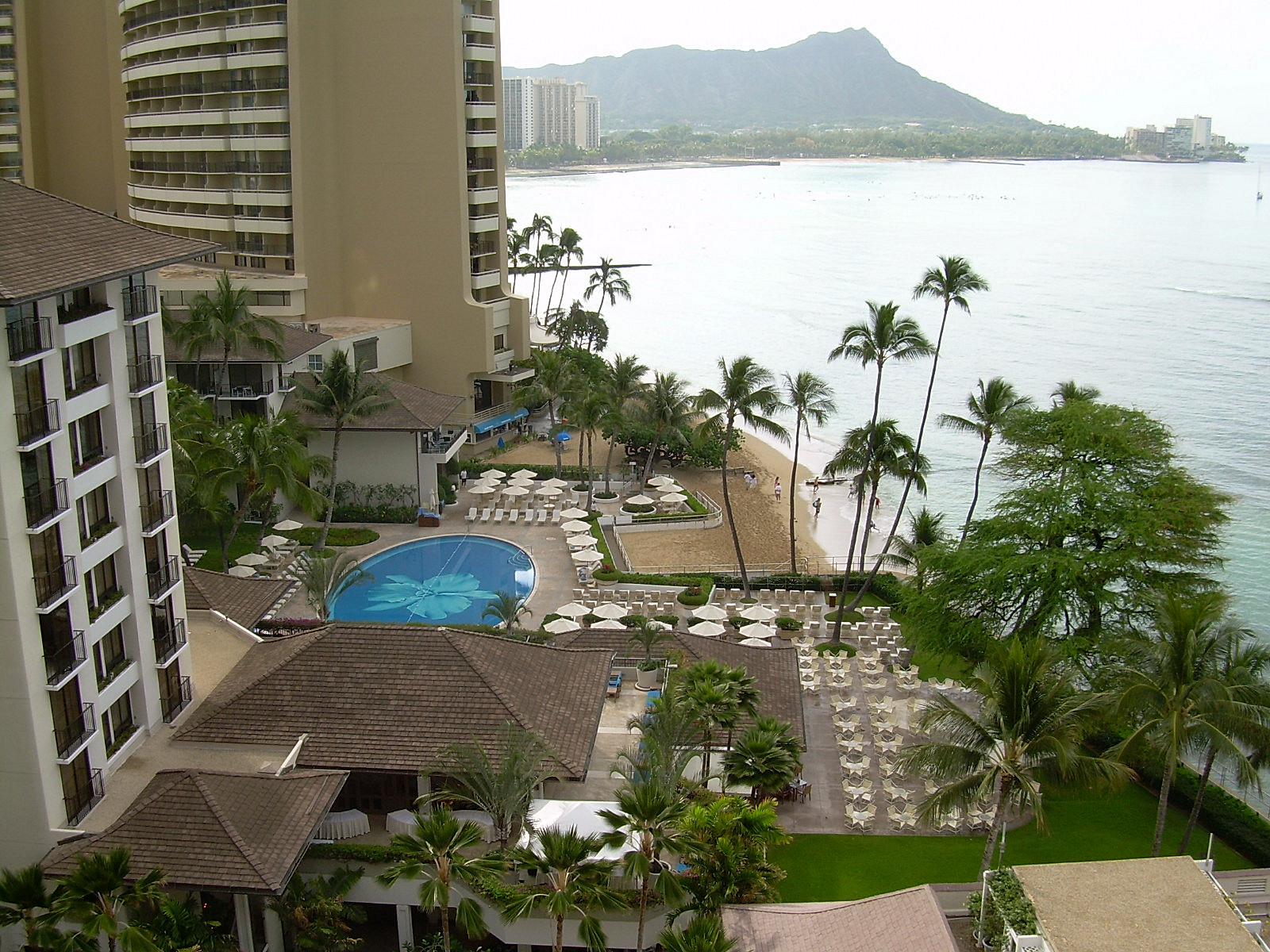
ハレクラニのバルコニーからの眺め。手前はプールとラウンジ、奥にはワイキキビーチとダイヤモンドヘッドが見える

ハレクラニには約2万平米の敷地に5棟の建物が建っており、客室数は453である。ハレクラニの土地や建物は三井不動産の所有であり、名称の「ハレクラニ」は、ハワイ語で「天国にふさわしい家」を意味している。
ハレクラニは高級ホテルグループである「ザ・リーディングホテルズ・オブ・ザ・ワールド」、および「帝国ホテル」のメンバーである。ハレクラニはこれまで、トラベル＆レジャー誌の『World’s Best 2005』をはじめ、多くの受賞をしている。また、ハレクラニは、モビル・トラベル・ガイドの四つ星、及びアメリカ自動車協会（AAA）の4ダイアモンズという格付けを得ている。
ハレクラニの館内には、「ハウス・ウィズアウト・ア・キー」、「オーキッズ」、「ラ・メール」という3つのレストランのほか、「スパ・ハレクラニ」や、「ルワーズ・ラウンジ」がある。
なお企業としてのハレクラニ・コーポレーションは、ハレクラニの向かいにあるハレプナ・ワイキキ・バイ・ハレクラニ（1987年開業、旧・ワイキキパークホテル）も経営しているため、両ホテルは姉妹ホテルの関係にある。

## 歴史
- 1883年 ロバート・ルワーズが現在のハレクラニの場所に木造2階建の家（ビーチハウス）を建てる。この家を漁師たちに一部開放したことから、漁師たちの間で「ハレクラニ」と呼ばれるようになる[4]。
- 1907年 エドウィン・アーウィンがルワーズから建物を借り、レジデンシャル・ホテル、「ハウ・ツリー（Hau Tree）」として開業[4]。
- 1917年 ジュリエット・キンベルとクリフォード・キンベル夫妻がホテルを買収。この際に「ハレクラニ」の名称が復活する[5]。
- 1932年 チャールズ・ディッキーの設計による「ルワーズハウス」（現在の本館）が完成[6]。
- 1962年 オーナーがノートン・クラップ家に移る[4]。
- 1981年 米国三井不動産がハレクラニを買収。アメリカを拠点とする運営会社「ハレクラニ・コーポレーション」が設立された[5]。建物の老朽化が進んでいたため、全面改修を行うべく一時休業する。
- 1984年 全面改修が完了し再開業[6]。ホテルオークラと提携を結ぶ。
- 2009年 ホテルオークラとの提携を解消し、新たに帝国ホテルと提携を結ぶ[7]。
- 2017年 沖縄県恩納村いんぶビーチに新たに「ハレクラニ沖縄」として2019年夏に開業予定と三井不動産が発表。[8]初の海外進出となる。
- 2019年「ハレクラニ沖縄」開業。
- 2020年3月26日 新型コロナウイルス感染拡大の影響により、同日よりワイキキの施設を休館、加えて同年7月16日、2021年夏頃までの予定で改修工事を行うため休館を延長することを発表[9]。

## 特記すべき仕様・設備
- スイミングプールの底には120万個の南アフリカ産ガラス・モザイクタイルが敷き詰められており、それらによってカトレア蘭がかたどられている[10]。
- レストラン「ハウス・ウィズアウト・キー」の外には、樹齢100年のキアエの木（Kiwae tree）がある。
- Charles W. Watsonが1983年（昭和58年）に作成したペア彫刻、「Mahiole（羽のついたヘルメット）」

## エピソード
- これまでハレクラニに滞在したセレブリティーは多数おり、キューバ・グッディング・ジュニア、Matt Lauer、ベット・ミドラー、J・J・エイブラムス、ダイアナ・クラールなどは、ほんの一部の例である[11]。
- 2014年10月に将棋の第27期竜王戦第1局（糸谷哲郎七段 対 森内俊之竜王）が本ホテルで行われた。